# Колібрі-жарокрил чорночеревий
Колі́брі-жарокри́л чорночеревий (Eupherusa nigriventris) — вид серпокрильцеподібних птахів родини колібрієвих (Trochilidae). Мешкає в Коста-Риці і Панамі.

## Опис

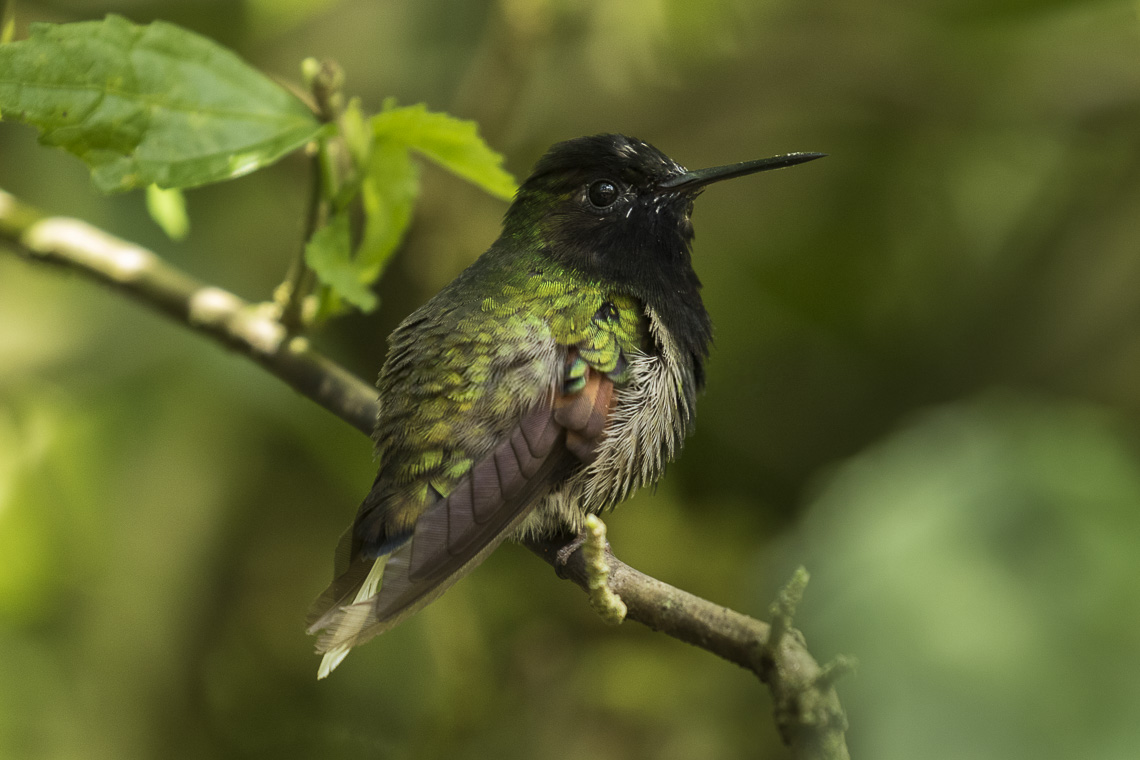
Чорночеревий колібрі-жарокрил

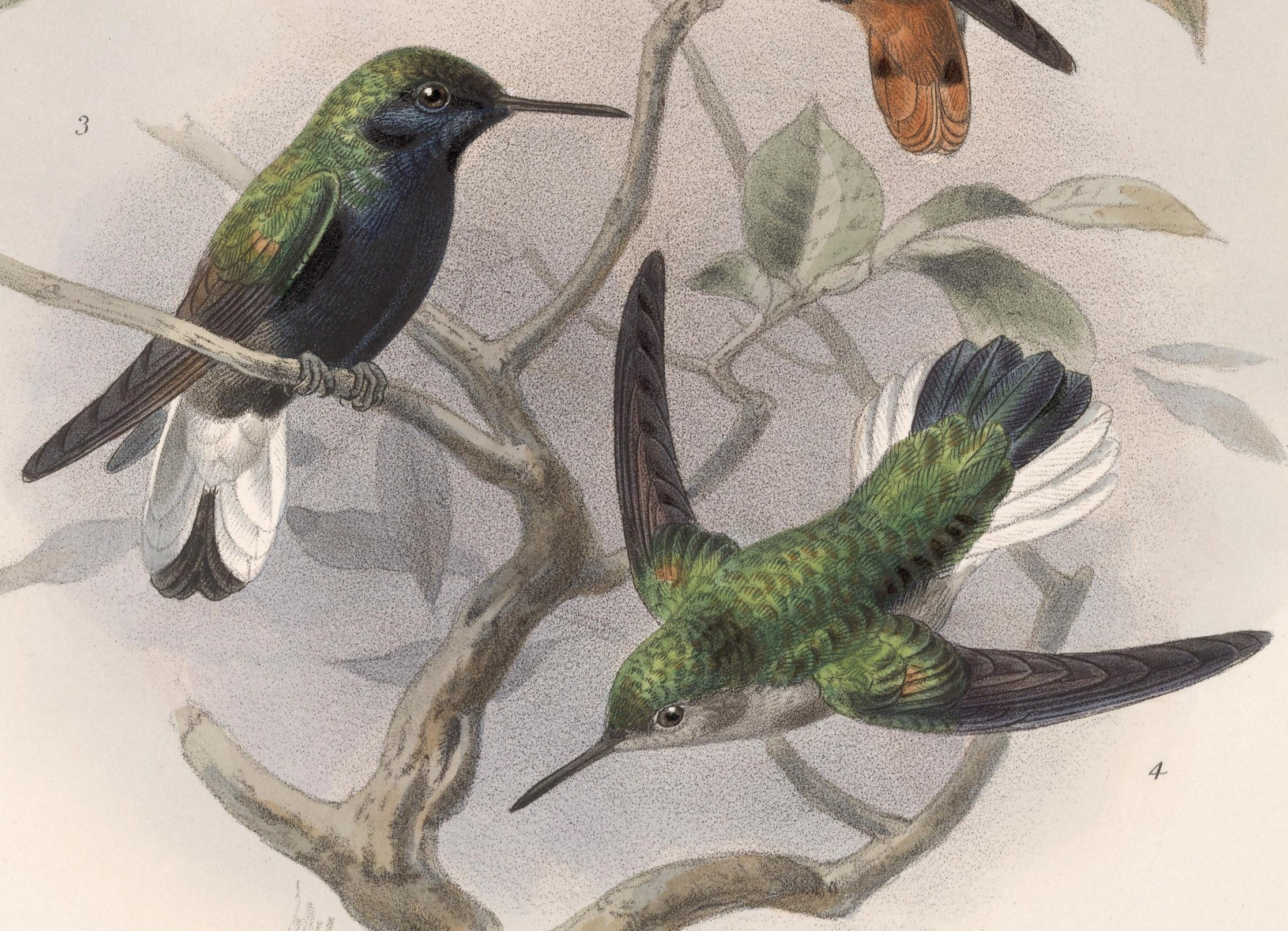
Чорночереві колібрі-жарокрили

Довжина птаха становить 7-8 см, вага 3-3,7 г. Верхня частина тіла бронзово-зелена, пера на тімені мають вузькі чорні краї, надхвістя тьмяно-бронзове. Другорядні махові пера рудувато-коричневі. Центральні стернові пера тьмяно-чорні з бронзовим відблиском, крайні стернові пера білі. Лоб, обличчя і нижня частина тіла чорні, груди з боків зелені. нижні покривні пера крил білі. Дзьоб короткий, чорний, дещо вигнутий.
У самиць верхня частина тіла бронзово-зелена, надхвістя більш бронзове. Нижня частина тіла сіра, з боків поцяткована зеленими плямами. Рудувато-коричневі плями на крилах менші і більш тьмяні, ніж у самців. Три крайніх пари стернових пер білі. У молодих птахів обличчя і нижня частина тіла тьмяно-чорнувато-бронзові, на обличчя, тімені, шиї і надхвісті темні смуги. Чорні краї зовнішнього опахала третіх стернових пер більш широкі і нечіткі, ніж у дорослих птахів.

## Поширення і екологія
Чорночереві колібрі-жарокрили мешкають на карибських схилах гір в Коста-Риці і західній Панамі. Вони живуть у вологих гірських тропічних лісах, на узліссях і галявинах та на кавових плантаціях. В Коста-Риці зустрічаються на висоті від 900 до 2000 м над рівнем моря, в Панамі на висоті від 1300 до 1800 м над рівнем моря. В лісі самці зустрічаються у верхній частині підліску, в середньому і верхньому ярусах, самиці переважно в підліску. Під час негніздового періоду більшість популяцій здійснюють висотні міграції на висоті від 400 до 600 м над рівнем моря.
Самці чорночеревих колібрі-жарокрилів живляться нектаром квітучих дерев Inga, Calliandra, Pithecellobium і Clusia і епіфітів з родини вересових та родів Columnea, Norantea і Elleanthus. Самиці віддають перевагу нектару квітучих чагарників з родів Besleria, Cephaelis і Witheringia. І самиці, і самці живляться нектаром Stachytarpheta на узліссях кавових плантацій. Самці аргесивно захижають кормові території. Також чорночереві колібрі-жарокрили живляться комахами та іншими дрібними безхребетними.
Сезон розмноження в Коста-Риці припадає на сезон дощів і на початок сухого сезону. В цей період самці токують в підліску або в нижній частині крони дерева на узліссі. Іноді вони утворюють токовиища, на яких збираються до 5 птахів. Гніздо невелике, чашоподібне, робиться з луски деревоподібної паопроті і павутиння, іноді прикрашається мохом і лишайником, розміщується на висоті від 2 до 4 м над землею. В кладці 2 яйця. Інкубаційний період триває 16 днів.